# Winter-Asienspiele 1999/Skilanglauf
Bei den Winter-Asienspielen 1999 in Gangwon (Südkorea) wurden  die Wettbewerbe im Skilanglauf zwischen dem 31. Januar und dem 5. Februar 1999 ausgetragen.

## Skilanglauf Männer

### 15 km klassisch
| Platz | Sportler                        | Land       | Zeit        |
| ----- | ------------------------------- | ---------- | ----------- |
| 1     | Wladimir Michailowitsch Smirnow | Kasachstan | 37:09,0 min |
| 2     | Pawel Rjabinin                  | Kasachstan | 38:08,3 min |
| 3     | Andrei Newsorow                 | Kasachstan | 38:53,8 min |
| 4     | Katsuhito Ebisawa               | Japan      | 39:04,8 min |
| 5     | Mitsuo Horigome                 | Japan      | 39:13,6 min |
| 6     | Takeshi Sato                    | Japan      | 39:43,7 min |
| 7     | Igor Subrilin                   | Kasachstan | 39:52,7 min |
| 8     | Park Byung-Chul                 | Südkorea   | 39:53,9 min |

Datum: 31. Januar

### 30 km Freistil
| Platz | Sportler                        | Land                | Zeit        |
| ----- | ------------------------------- | ------------------- | ----------- |
| 1     | Andrei Newsorow                 | Kasachstan          | 1:13:19,2 h |
| 2     | Wladimir Michailowitsch Smirnow | Kasachstan          | 1:13:30,0 h |
| 3     | Mitsuo Horigome                 | Japan               | 1:14:04,9 h |
| 4     | Pawel Rjabinin                  | Kasachstan          | 1:14:30,1 h |
| 5     | Hiroyuki Imai                   | Japan               | 1:16:46,5 h |
| 6     | Takeshi Sato                    | Japan               | 1:17:31,2 h |
| 7     | Wu Jintao                       | Volksrepublik China | 1:17:35,5 h |
| 8     | Park Byung-Chul                 | Südkorea            | 1:18:29,4 h |

Datum: 4. Februar

### 4 × 10-km-Staffel
| Platz | Sportler                                                                     | Land       | Zeit        |
| ----- | ---------------------------------------------------------------------------- | ---------- | ----------- |
| 1     | Pawel Rjabinin Igor Subrilin Andrei Newsorow Wladimir Michailowitsch Smirnow | Kasachstan | 1:41:12,8 h |
| 2     | Katsuhito Ebisawa Takeshi Sato Mitsuo Horigome Hiroyuki Imai                 | Japan      | 1:42:18,3 h |
| 3     | Park Byung-joo Park Byung-chul Shin Doo-sun Ahn Jin-soo                      | Südkorea   | 1:47:41,8 h |

Datum:

## Skilanglauf Frauen

### 5 km klassisch
| Platz | Sportler             | Land                | Zeit        |
| ----- | -------------------- | ------------------- | ----------- |
| 1     | Sumiko Yokoyama      | Japan               | 14:22,7 min |
| 2     | Swetlana Schischkina | Kasachstan          | 14:42,3 min |
| 3     | Zhengrong Luan       | Volksrepublik China | 14:43,1 min |
| 4     | Fumiko Aoki          | Japan               | 14:43,8 min |
| 5     | Swetlana Deschewych  | Kasachstan          | 14:52,8 min |
| 6     | Kumiko Yokoyama      | Japan               | 15:10,2 min |
| 7     | Jelena Kolomina      | Kasachstan          | 15:16,6 min |
| 8     | Midori Furusawa      | Japan               | 16:09,0 min |

Datum: 1. Februar

### 10 km Freistil
| Platz | Sportler             | Land                | Zeit        |
| ----- | -------------------- | ------------------- | ----------- |
| 1     | Swetlana Schischkina | Kasachstan          | 27:02,8 min |
| 2     | Sumiko Yokoyama      | Japan               | 27:15,3 min |
| 3     | Fumiko Aoki          | Japan               | 27:40,5 min |
| 4     | Midori Furusawa      | Japan               | 27:57,0 min |
| 5     | Jelena Kolomina      | Kasachstan          | 28:12,2 min |
| 6     | Swetlana Deschewych  | Kasachstan          | 28:25,5 min |
| 7     | Zhengrong Luan       | Volksrepublik China | 28:32,1 min |
| 8     | Lee Chun-ja          | Südkorea            | 28:55,5 min |

Datum: 5. Februar

### 4 × 5-km-Staffel
| Platz | Sportler                                                                | Land                | Zeit        |
| ----- | ----------------------------------------------------------------------- | ------------------- | ----------- |
| 1     | Swetlana Deschewych Jelena Kolomina Olga Selezneva Swetlana Schischkina | Kasachstan          | 57:29,4 min |
| 2     | Yukino Sato Sumiko Yokoyama Kumiko Yokoyama Fumiko Aoki                 | Japan               | 57:38,1 min |
| 3     | Liu Hongxia Luan Zhengrong Shi Donghong Guo Dongling                    | Volksrepublik China | 1:00:15,9 h |

Datum: 3. Februar